# Musée de Goose Green
Le musée de Gosse Green est un musée ouvert en 2018 situé à Goose Green, dans les Îles Malouines. Il fait partie du musée des îles Malouines.

## Historique
Les principaux écrans illustrent les événements de la guerre de 1982. D’autres expositions présentent des aspects de l’histoire de l’agriculture et de l’histoire naturelle de la région du point de vue des jeunes volontaires de la conservation.